# Marsa (Malta)
Marsa ili Il-Marsa je mjesto kraj na jugu Malte. Tamo živi 4937 stanovnika (prosinac 2012.). 
Ime Marsa potječe od arapske riječi za Luku.

## Gospodarstvo
Veće tvrtke u gradu Marsa su:
- Malta Shipyards brodogradilište

## Šport
- Marsa FC, nogometni klub

## Poveznice
- Službena stranica (engliski)  Arhivirana inačica izvorne stranice od 2. travnja 2015. (Wayback Machine)